# Alabama Song
Alabama Song (conosciuta anche come Whisky Bar, Moon over Alabama o Moon of Alabama) è una canzone, originariamente pubblicata dal poeta e drammaturgo tedesco Bertolt Brecht nella raccolta di poesie Hauspostille (Libro di devozioni domestiche, 1927), precisamente nella quarta parte (Vierte Lektion: Psalmen und Mahagonnygesänge). The Alabama Song, insieme a The Benares Song, appaiono nelle versioni inglesi composte da Elisabeth Hauptmann, allora collaboratrice di Brecht (non è chiaro se i testi siano traduzioni da Brecht o opere originali della Hauptmann). La musica originale fu composta da Brecht, in collaborazione con Franz Servatius Bruinier.
La musica fu modificata, in particolare il ritornello, da Kurt Weill, per l'opera Mahagonny: Ein Songspiel nach Texten von Bertolt Brecht, andata in scena per la prima volta a Baden-Baden, per il festival Deutsche Kammermusik, il 17 luglio 1927. Alabama Song fu poi riutilizzata per l'opera Ascesa e caduta della città di Mahagonny, che debuttò a Lipsia il 9 marzo 1930. Nello stesso anno fu incisa dalla cantante austriaca Lotte Lenya su 78 giri e pubblicato in Germania e in Francia. Il brano verrà successivamente ripreso da molti altri autori, tra cui The Doors e David Bowie.

## La versione dei Doors
I Doors fecero una cover nel 1967, inserita nel loro primo album The Doors, ma il cantante della band, Jim Morrison, attuò un lieve cambiamento al secondo verso: «Show us the way to the next pretty boy» divenne «Show me the way to the next little girl».
Nel 1970 venne inserita nell'album dal vivo Absolutely Live, con il titolo Alabama Song (Whiskey Bar); un'altra versione live fu inserita nella ristampa del 2012 di Live at the Hollywood Bowl. In Germania venne pubblicata una raccolta del gruppo con lo stesso titolo.

## La versione di David Bowie
Bowie, un fan di Brecht, incorporò la canzone nel suo spettacolo dal vivo durante il tour mondiale del 1978. Nel 1980 la pubblicò come singolo con la RCA (sul retro una ristampa di Space Oddity) e lo incluse nella riedizione del 1992 dell'album Scary Monsters (and Super Creeps).

### Produzioni
- Produttori:
  - Tony Visconti
  - David Bowie
- Musicisti:
  - David Bowie: Cantante, chitarra
  - Adrian Belew: chitarra
  - Carlos Alomar: chitarra
  - Simon House: violino
  - Sean Mayes: pianoforte
  - Dennis Davis: batteria

### Versioni dal vivo
Una versione dal vivo fu registrata a Filadelfia nell'aprile del 1978 e venne inserita nell'album dal vivo Stage.

## Altre versioni
La canzone è stata interpretata da molti musicisti, tra cui:
- Boris Vian
- Laura Betti, nell'album Kurt Weill 1900-1933, 1963[6]
- Dave Van Ronk, 1964
- Milva, nell'album Brecht, 1975
- Dalida, negli album Dalida au Palais des Sports 1980 e Gigi in Paradisco, 1980
- il gruppo serbo Električni Orgazam, nell'album Lisce Prekriva Lisabon, 1982
- Dagmar Krause, nell'album Supply and Demand, 1986
- il gruppo svizzero The Young Gods, 1991
- Jacques Higelin con Catherine Sauvage, 1966
- Moni Ovadia, nell'album Ballata di fine millennio, 1997
- David Johansen, 1997
- Marilyn Manson, 2003